# Bếp lò

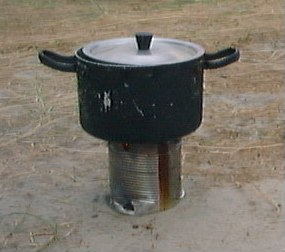
Bếp lò

Bếp là một không gian nóng kèm theo. Thuật ngữ này thường có nghĩa là đưa đến một không gian kèm theo trong đó nhiên liệu được đốt cháy để cung cấp cho sưởi ấm, hoặc để nhiệt không gian trong đó lò nằm hoặc để nhiệt bếp chính nó, và các mặt hàng được đặt trên nó. Bài viết này chủ yếu liên quan với bếp lò đốt cháy nhiên liệu rắn kèm theo để sưởi ấm phòng.
Thực tế bếp lò trong tiếng Việt là mượn từ của một loại bếp khác. Đúng nghĩa của bếp lò thì nó sẽ bao gồm 1 chiếc lò nướng phía dưới và bếp đun ở phía trên. Nếu như chính xác hơn, "Bếp lò" Việt Nam phải là bếp than. Vậy bếp Than sẽ có hai loại là bếp Than Tổ Ong và bếp Than Hoa.